# Dicranomyia (Idioglochina) fumipennis
Dicranomyia (Idioglochina) fumipennis is een tweevleugelige uit de familie steltmuggen (Limoniidae). De soort komt voor in het Australaziatisch gebied.